# Ardenner (Pferd)

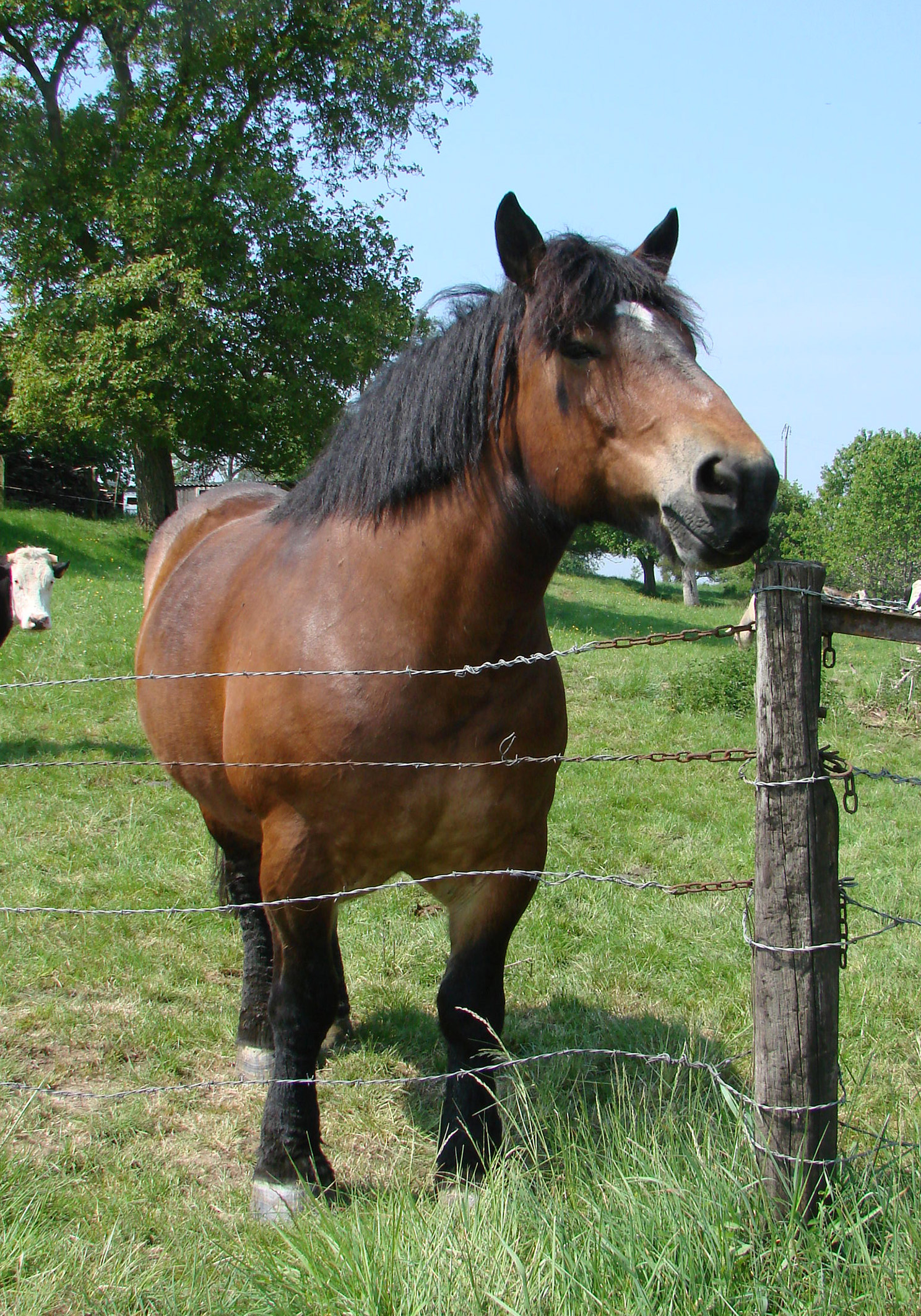
Cheval ardennais

Der Ardenner ist ein sehr massiges Kaltblutpferd aus den Ardennen, das heute in erster Linie als Schlachtpferd zur Fleischgewinnung, aber auch als Zugtier gezüchtet wird.
Hintergrundinformationen zur Pferdebewertung und -zucht finden sich unter: Exterieur, Interieur und Pferdezucht.

## Exterieur

### Körperbau
Der Ardenner hat einen trockenen und edlen Kopf mit geradem oder leicht geramsten Profil, lebhaften Augen, kleinen Ohren, weiten Nüstern und breiter, flacher Stirn. Der Hals ist mittellang, gut angesetzt, muskulös und breit und entspringt in einer schräg gelagerten, mächtigen Schulter. Bei Hengsten wird eine ausgeprägte Oberhalswölbung gewünscht. Der Ardenner besitzt eine breite und tiefe Brust. Der ausgeprägte Widerrist verschwindet meist in der ausgeprägten Muskulatur geht in einen kurzen und kräftigen Rücken, der eine gute Sattellage und eine stabile Lendenpartie besitzt, über. Die leicht abschüssige Kruppe ist kaltbluttypisch stark bemuskelt und gespalten, gelegentlich sehr kurz. Das kräftige Fundament steht korrekt und ist mit klar markierten, starken Sehnen, kräftigen und trockenen Gelenken (bei stark vom Brabanter beeinflussten Exemplaren weniger, die Gelenke wirken hier eher schwammig), ausgeprägten Kötenbehang sowie kurzen Fesseln bestückt. Die harten und widerstandsfähigen Hufe bestehen aus dunklem und gesundem Horngebilde.

### Stockmaß
Das Stockmaß beträgt bei Hengsten etwa 1,58 bis 1,62 m, aber nicht mehr als 1,66 m. Stuten besitzen eine Widerristhöhe von circa 155–160 cm.

### Farbgebung
Den Ardenner gibt es als Braunen, Fuchs oder Rappen, aber auch als Rapp-, Braun- oder Fuchsschimmel. Rassetypisch sind kleine Abzeichen am Kopf und nicht allzu zahlreich und groß auftretende Beinabzeichen.

### Gewicht
Der Ardenner wiegt etwa 800–1000 Kilogramm, Schlachtpferde auch mehr.

## Bewegungslauf

### Allgemein
Es werden taktreine und raumgreifende Gangarten gewünscht, außerdem freie Bewegungen.

### Schritt
Der Schritt wird fleißig und mit deutlichem Abfußen gewünscht. Außerdem bewegt sich der Ardenner in dieser Gangart energisch und trittsicher.

### Trab
Im Trab soll sich der Ardenner schwungvoll und mit deutlichem Abfußen bewegen. Überraschend ist die hohe Brillanz des Ardenners in dieser Gangart.

### Galopp
Der Ardenner soll über eine schwungvolle Galoppade verfügen.

## Interieur
Ardenner sind zuverlässig, freundlich und robust und gelten trotz des massigen Körpers als sehr agil und lebhaft. Sie wurden früher vor allem in der Landwirtschaft als kräftige Zugpferde eingesetzt, heute wird der Ardenner vor allem als Mastpferd mit gutem Fleischansatz gezüchtet. Seit einiger Zeit werden sie auch als Rückepferd im Forst eingesetzt.

## Zuchtgeschichte
Der Ardenner gilt als eines der ältesten Pferde in Frankreich. Die römischen Legionen schätzten den Ardenner ebenso wie die Ritter des Mittelalters und Napoleons Artillerie. In den Zeiten der Kreuzzüge und zu Anfang des 17. Jahrhunderts wurden orientalische Blutlinien eingekreuzt, um leichtere Armeepferde zu erhalten. Im 19. Jahrhundert wurden Brabanter eingekreuzt, um den Bedarf an schweren Zugpferden zu decken. Neben den heute noch vorwiegend in Belgien, Luxemburg, Frankreich und Schweden gezüchteten schweren Typen gibt es auch Bestrebungen, einen leichteren Sport-Typ durch Einkreuzen von Arabern zu erreichen, den Aratel. Die Rasse ist vom Aussterben bedroht.
Ein Ardenner-Stutbuch existiert in Frankreich seit 1908, in Luxemburg seit 1921 und in Belgien seit 1926.
Aus dem Ardenner entstanden auch die heute kaum mehr bekannten Rassen Trait du Nord, Auxois, Schweden-Ardenner und Pfalz-Ardenner.